# Required Elements
 (juin 2014).
Si vous disposez d'ouvrages ou d'articles de référence ou si vous connaissez des sites web de qualité traitant du thème abordé ici, merci de compléter l'article en donnant les références utiles à sa vérifiabilité et en les liant à la section « Notes et références ».
Albums de Muriel Moreno
Toute Seule
(1996) Surviving the Day
(2001)
Required Elements est le deuxième album studio de la chanteuse auteur, compositrice, Muriel Moreno plus largement connue comme étant la voix emblématique du groupe Niagara.
Paru en 2000 sur le Label discographique XIII Bis Records, l'album contenant 9 titres musicaux, sera réédité en 2001, son forme de coffret contenant le premier album, en version 15 titres, Toute Seule.

## ÉditionCD

### Titres
| No | Titre                           | Musique       | Durée |
| -- | ------------------------------- | ------------- | ----- |
| 1. | Intoxicated days                | Muriel Moreno | 4:50  |
| 2. | Army of sundays                 | Muriel Moreno | 5:16  |
| 3. | Required elements               | Muriel Moreno | 5:30  |
| 4. | You can't get rid of it (remix) | Muriel Moreno | 4:10  |
| 5. | The abstract truth              | Muriel Moreno | 5:17  |
| 6. | Never ever ever                 | Muriel Moreno | 6:17  |
| 7. | Plastic jesus                   | Muriel Moreno | 3:39  |
| 8. | New october                     | Muriel Moreno | 4:32  |
| 9. | You can't get rid of it         | Muriel Moreno | 6:06  |

## Crédits
- Musiciens : Muriel Moreno
  - Basse : Michel Sanchez (8 & 9)
  - Guitares : Yarol (8)
  - Percussions : Sally Nyolo (8)
- Arrangements : Muriel Moreno
- Direction musicale : Muriel Moreno
- Photos : Maarten Vanden Abeele
- Réalisation : Muriel Moreno, Gilles Martin, Alexis Mauri
- Fabrication : MPO
- Publication : Les éditions du fennec
- ⓟ : Henry Productions
- © : XIII Bis Records